# David Nugent
David James Nugent (ur. 2 maja 1985 w Huyton) – angielski piłkarz grający na pozycji napastnika w angielskim zespole Preston North End F.C.

## Kariera klubowa
Nugent jest wychowankiem akademii piłkarskiej Liverpool F.C., ale tam nie poznano się na jego talencie i napastnik musiał szukać sobie nowego klubu. Trafił więc do młodzieżowej drużyny Bury F.C., a w marcu 2002 zadebiutował w Division Three w meczu z Port Vale F.C. (liczył sobie wtedy 16 lat). Już w sezonie 2002/2003 grał w pierwszym składzie Bury, ale w kolejnych latach nie zdołał z tym klubem awansować do Division Two. Jego talent rozbłysł zwłaszcza w sezonie 2004/2005 gdy dla Bury zdobył 11 goli w rundzie jesiennej i zimą 2005 otrzymał sporo ofert z drużyn z wyższych lig.
W styczniu 2005 spośród Northampton Town, Burnley F.C. i Preston North End David wybrał ten trzeci klub, a ówczesny menedżer klubu, Billy Davies, zapłacił za niego 100 tysięcy funtów. Do końca sezonu Nugent strzelił 8 goli dla Preston i zajął z nim 5. miejsce, ale zespół odpadł w play-off o Premier League. Natomiast w sezonie 2005/2006 Nugenta dorobek to 10 bramek, a Preston tak jak rok wcześniej znów odpadł w barażach o awans. W sezonie 2006/2007 Nugent spisał się jeszcze lepiej strzelając aż 15 goli. W trakcie i po sezonie otrzymał wiele ofert, w tym z Rangers F.C., Celtiku, Evertonu czy choćby Fulham F.C.
W lipcu 2007 David Nugent ostatecznie przeszedł do Portsmouth F.C., który zapłacił za niego około 6 milionów funtów. 11 lipca został zaprezentowany wraz z innym nowym napastnikiem, Johnem Utaką.
5 lipca 2011 roku po wygaśnięciu umowy z Portsmouth F.C. na zasadzie wolnego transferu podpisał umowę z zespołem Leicester City F.C. Zadebiutował on w meczu przeciwko zespołowi Coventry City F.C 6 sierpnia 2011 roku. Swój pierwszy sezon (2011/2012) w barwach Leicester City F.C zakończył jako najlepszy strzelec zespołu zdobywając w sezonie 15 bramek strzelonych w rozrywkach ligowych Football League Championship oraz zdobył jedną bramkę w rozgrywkach FA Cup. W 2014 roku wraz z drużyną zdobył mistrzostwo ligi Football League Championship, która skutkowała awansem zespołu do rozgrywek Premier League. W tym samym roku podpisał nowy, dwuletni kontrakt z zespołem Leicester City F.C.
14 sierpnia 2015 roku podpisał kontrakt z nowym zespołem Middlesbrough F.C., który zawarty był na trzy lata, natomiast kwota odstępnego za zawodnika wynosił wynosiła 5,6 mln euro. W zespole zadebiutował 15 sierpnia 2015 roku w meczu ligowym przeciwko zespołowi Milton Keynes Dons F.C. W zespole Middlesbrough F.C. wystąpił 42 razy strzelając 8 bramek.
9 stycznia 2017 roku zespół Derby County F.C. poinformował o zakontraktowaniu Davida Nungenta na sezon 2017/2018. Kwota odstępnego wynosiła 2,9 mln euro. Jego kontrakt został rozwiązany pod koniec 2019 roku, natomiast sam piłkarz przez krótki okres został bez klubu.
18 lipca 2019 roku zespół Preston North End F.C. zakomunikował zakontraktowanie Davida Nungenta do swojego zespołu na sezon 2019/2020. Zawodnik przeszedł do tego zespołu na zasadzie wolnego transferu. W swojej pierwszej wypowiedzi po podpisaniu kontraktu wypowiedział się na temat swojego powrotu do zespołu w którym występował 12 lat wcześniej: "Cieszę się, że wróciłem. Minęło wiele czasu, odkąd opuściłem klub". W zespole będzie występować z numerem 35.

## Kariera reprezentacyjna
Nugent ma korzenie irlandzkie, toteż mógłby grać w reprezentacji Irlandii, ale wybrał jednak grę w kadrze Anglii. W lutym 2005 zadebiutował w młodzieżowej reprezentacji U-21 meczem z Walią, a swojego pierwszego gola zdobył w sierpniu 2006 w meczu z Mołdawią. W kadrze młodzieżowej najczęściej grywał z Theo Walcottem.
28 marca 2007 Nugent zadebiutował w pierwszej reprezentacji Anglii w wygranym 3:0 meczu z Andorą. Na boisko wszedł w 79. minucie spotkania zmieniając Andy Johnsona, a w 90. zdobył gola na 3:0 dla drużyny prowadzonej przez Steve McClarena. Stał się tym samym pierwszym od 49 lat reprezentantem kraju z drużyny Preston po Tomie Finney’u oraz pierwszym od 4 lat po Davidzie Jamesie z West Ham United, który pochodził ze szczebla drugiej ligi. Jest także jednym z trzech zawodników, którzy wchodząc na boisko z ławki rezerwowych, w debiucie, zdobyli gola.